# 藤井周一
藤井 周一（ふじいしゅういち、1982年2月14日 - ）は、兵庫県西宮市出身の元陸上競技選手・指導者。専門は長距離種目。兵庫県立西脇工業高等学校、日本大学出身。日清食品グループに所属した。現在は宮崎日本大学高校の男子駅伝部監督を務める。

## 人物
西脇工業高校時代は全国高校駅伝で活躍。1年時は5区で、2年時は4区で区間賞を獲得。3年時はエースの集う1区で区間3位。3年時のインターハイでは5000mで2位（日本人1位）に輝く。
高校卒業後は日本大学へ進学。1年時の第12回出雲駅伝では1区区間10位と振るわなかったものの、第32回全日本大学駅伝ではアンカー8区区間6位の走りを見せた。第77回箱根駅伝では華の2区に起用されるが区間10位と振るわず5位から10位に順位を下げる結果に終わった。
2年時の第13回出雲駅伝は再び1区を走るが区間10位に終わる。しかし、第33回全日本大学駅伝では2区に起用され区間3位の快走を見せた。第78回箱根駅伝では再び2区に出走し、15位から12位に順位を上げるが区間12位と振るわなかった。
3年時は第34回全日本大学駅伝で5区で区間賞を獲得。第79回箱根駅伝では4区で区間2位（日本人1位）と快走し、5位から2位に順位を上げ、日本大学の11年ぶりのベスト3に貢献した。
4年時は関東インカレ1部の10000mで優勝。第15回出雲駅伝ではアンカー6区を務め、東海大学・大東文化大学との激しい2位争いを制すと先頭を行く駒澤大学もかわし、14年ぶり2回目の優勝の立役者となった。続く、第35回全日本大学駅伝でも2区で13人抜きの区間2位と快走したが、第80回箱根駅伝では2区区間11位と振るわず6位から8位に後退した。
2004年に日清食品入社。全日本実業団駅伝では2005年に6区区間5位、2009年に6区区間3位の実績がある。 
2010年度をもって現役を引退し、2011年春より創部した宮崎日本大学高校の男子駅伝部監督に就任。2018年、宮崎県大会で小林高校を破り全国高校駅伝初出場（12位）へ導くと、翌2019年も連続出場し7位入賞を果たす。 

## 自己ベスト・成績
5000m：13分56秒4（2003年 日本体育大学記録会）
10000m：28分33秒36（2008年 ホクレンディスタンスチャレンジ）
ハーフマラソン：1時間02分09秒（2003年 香川丸亀国際ハーフマラソン）